# Tarkus
Tarkus — другий студійний альбом англійської групи Emerson, Lake & Palmer, який був випущений 14 червня 1971 року.

## Композиції
1. Tarkus - 20:40

- Eruption – 2:43
- Stones of Years – 3:43
- Iconoclast – 1:16
- Mass – 3:09
- Manticore – 1:49
- Battlefield – 3:57
- Aquatarkus – 3:54

1. Jeremy Bender - 1:41
2. Bitches Crystal - 3:54
3. The Only Way (Hymn) - 3:50

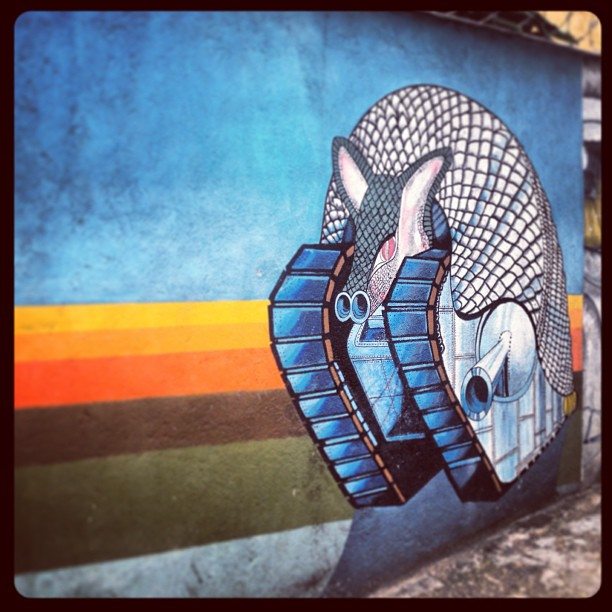
Графіто з мотивом обкладинки платівки Tarkus в São Paulo.

4. Infinite Space (Conclusion) - 3:18
5. A Time and a Place - 3:00
6. Are You Ready Eddy? - 2:09

## Учасники запису
- Кіт Емерсон — орган, синтезатор, фортепіано, челеста, клавішні, орган Гаммонда, синтезатор Муґа
- Ґреґ Лейк — акустична гітара, бас-гітара, електрогітара, вокал
- Карл Палмер — перкусія, ударні